# Günter Obert
Günter Horst Erwin Obert (* 25. August 1926 in Sommerau, Ostpreußen; † 20. Februar 2017) war ein deutscher Verwaltungsjurist und Staatssekretär im Bundesfinanzministerium in Bonn.

## Werdegang
Er wuchs in Berlin auf. 1943 wurde er als Luftwaffenhelfer noch zum Kriegsdienst einberufen, von August 1944 bis Kriegsende war er Soldat. Von 1946 bis 1949 studierte Obert an der Humboldt-Universität zu Berlin Rechtswissenschaften. An der Freien Universität Berlin wurde zum Dr. jur. promoviert. Im Juni 1953 legte er die zweite Staatsprüfung ab. Im August 1953 trat er in das Bundesfinanzministerium (BMF) in Bonn ein, wo er von 1978 bis 1989 beamteter Staatssekretär war. Er diente im BMF den Ministern Fritz Schäffer, Franz Etzel, Heinz Starke, Rolf Dahlgrün, Kurt Schmücker, Franz Josef Strauß, Alex Möller, Karl Schiller, Helmut Schmidt, Hans Apel, Hans Matthöfer, Manfred Lahnstein und Gerhard Stoltenberg.

## Ehrungen
- 1989: Großes Verdienstkreuz mit Stern und Schulterband der Bundesrepublik Deutschland

## Schriften
- mit Helmut Haupt, Gerhard Mey: Kommentar zum Gesetz über die Abgeltung von Besatzungsschäden. Kohlhammer-Verlag, Stuttgart 1957.